# David Bryan
David Bryan Rashbaum, ismertebb nevén David Bryan (Perth Amboy, New Jersey, 1962. február 7. –) amerikai zenész, a Bon Jovi együttes billentyűse, a Memphis című musical írója.

## Fiatalkora
Bryan a New Jersey-i Perth Amboyban született és a szintén a New Jersey-i Edisonban nőtt fel. Édesapja, Eddie Rashbaum trombitán játszott. Bryant zsidó vallásúnak nevelték. Hétévesen kezdett zongorázni tanulni és tizenhárom éven keresztül tanult Emery Hackkel a Julliard egyetem professzorával. Felvették a Rutgers Egyetemre, de ő inkább a Julliardra ment New Yorkba.

## Magánélete
1990. augusztus 25-én elvette középiskolai szerelmét, April McLeant, akitől 2004-ben elvált. Három gyerekük született: Gabriella Luna és Colton Moon ikrek (1994. március 10-én) és Tiger Lily (2000. április 28-án). 2010. augusztus 7-én újraházasodott és elvette Lexi Quaast a New Jersey-i Colts Neckben.
1991-ben mielőtt segített volna barátjának, Richie Sambora gitárosnak a Stranger In This Town című szólólemezének felvételeiben, egy dél-amerikai parazitától szenvedett, mely az együttes dél-amerikai turnéján fertőzte meg. Bryan kórházba került, fájdalmairól a következőképp nyilatkozott: "A parazita megtámadta a gyomromat, a beleimet és az idegvégződéseimet. Bejutott a vérkeringésembe, megmérgezett. 65 kiló voltam és nagyon beteg. Két hétig voltam kórházban és további egy hónapig ágyhoz kötve otthon.". Felgyógyult és 1992 végén az együttessel kiadták a Keep The Faithet megmutatva a világnak hogy még együtt vannak. Az 1990-es évek végén a Crush felvétele előtt majdnem levágta az egyik ujját egy körfűrésszel. Egy év rehabilitáció után újra képes volt mozgatni az ujját és visszatérhetett a billentyűk mögé.

## Diszkográfia
Szóló
- Netherworld (1992)
- On a Full Moon (1995)
- Lunar Eclipse (2000)

Bon Jovi
Lásd: Bon Jovi-diszkográfia

## Fordítás
- Ez a szócikk részben vagy egészben  a   David Bryan című angol Wikipédia-szócikk fordításán alapul.  Az eredeti cikk szerkesztőit annak laptörténete sorolja fel. Ez a jelzés csupán a megfogalmazás eredetét és a szerzői jogokat jelzi, nem szolgál a cikkben szereplő információk forrásmegjelöléseként.